# Nadushan
Nadūshan (farsi ندوشن) è una città dello shahrestān di Saduq, circoscrizione di Nadushan, nella provincia di Yazd in Iran. Aveva, nel 2006, una popolazione di 2.351 abitanti. Si trova ad ovest di Meybod e a nord-ovest di Yazd.